# Ballar av stål
Ballar av stål var en svensk TV-serie i ett dolda kameran-format som producerades av Strix Television i Kanal 5. Från början var serien planerad att visas på Sveriges Television under hösten 2007, men blev nedlagd där av rättsliga orsaker och visades därför istället på Kanal 5. Programmet byggde på den brittiska förlagan Balls of Steel som producerades av brittiska Channel 4. I Sverige sändes den brittiska förlagan på TV400, men där användes istället titeln Ballar av stål. 
Programidén gick ut på att en komiker eller en rolig person gick in i en vardagssituation där okända människor befann sig och gjorde något roligt, som dock ofta förargade de okända människorna, samtidigt som det hela filmades med dold kamera.

## Om programmet
Programserien sändes i totalt tre säsonger under vårarna 2009–2011 på svenska Kanal 5. Tanken var dock att programmet skulle ha sänts i Sveriges Television redan under hösten 2007, men då statsminister Fredrik Reinfeldt utsattes en vattenattack, ledde det till att programmets reporter Hanna Wilenius polisanmäldes av Säkerhetspolisen för ofredande och att Sveriges Television avbröt produktionen. För detta dömdes hon den 9 november 2007 till dagsböter, sammanlagt 20 000 kronor. Även modellen Natacha Peyre anmälde Wilenius för ofredande.
Det finns några missförstånd kring tveksamma översättningar, bland annat kring namnet Ballar av stål. Ordet "balle" tolkas i Mellansverige oftast som singularform av mannens könsorgan, medan ordet har betydelsen stjärthalva i Sydsverige. Samtidigt betyder det engelska ordet balls testiklar, och ordet ingår i den betydelsen i talesätt på engelska om hårda personer.

### Kritik om fejkade inslag
Inslaget där komikern Martin Soneby retade fotbollssuportrar, vilket sändes i den första säsongen, anklagades av bland andra TV-profilen Alex Schulman för att ha varit uppgjort i förväg. Det har även granskats av P1-programmet Medierna där cafépersonal beskrev hur inslaget fejkades. Även Martin Soneby intervjuades men vid detta tillfälle vägrade han svara på om det var uppgjort eller ej. I andra intervjuer har Soneby hävdat att det inte har varit fejkat.

## Säsongerna
| Säsong | Sändningsdatum       | Programledare   | TV-kanal |
| ------ | -------------------- | --------------- | -------- |
| 1      | 16 mars- 18 maj 2009 | Pär Lernström   | Kanal 5  |
| 2      | 14 mars- 16 maj 2010 | Pär Lernström   | Kanal 5  |
| 3      | 7 mars- 4 april 2011 | André Wickström | Kanal 5  |

### Första säsongen
Säsongen sändes på söndagar på Kanal 5 mellan den 16 mars och 18 maj 2009. Programledare var Pär Lernström och premiären sågs av 320 000 tittare. På lördagen samma vecka visade Kanal 5 en nerklippt version på 30 minuter. Flera av rollfigurerna i denna omgång är direkt tagna från den brittiska upplagan, bl.a. Soneby Citysports, En jobbig djävul och TV-mannen. Personerna och titlarna är dock svenska.
Nedan listas de medverkande rollerna i bokstavsordning.
| Nr | Rollfigur                    | Skådespelare                | Karaktär |
| -- | ---------------------------- | --------------------------- | --- |
| 1  | Bitterfittan                 | Nour El Refai               | En radikal och manshatande feminist. |
| 2  | En jobbig Djävul             | Mikael Reuter               | Utförde diverse hyss med syfte att irritera och störa folk, utklädd till en djävul.                                                          |
| 3  | Förargelseväckande Fredrik   | Fredrik Andersson           | Betedde sig förargelseväckande, blev omskriven i tidningarna då han försökte checka in en dvärg som handbagage på flyget.                    |
| 4  | Kaninkokerskan               | Sandra Wimark               | Försökte förföra killar i deras flickvänners närvaro.                                                                                        |
| 5  | Kändis-TV                    | Hanna Wilenius              | Låtsades vara kändisreporter och drev med kändisar.                                                                                          |
| 6  | Mansfällan                   | Cecilia Forss               | Lät sig bli förförd av killar, gjorde sedan något underligt, "ett moraliskt dilemma", för att se om de fortfarande skulle vara intresserade. |
| 7  | Soneby Citysport             | Martin Soneby               | Spelade olika påhittade och ofta provocerande "spel" i stadsmiljö.                                                                           |
| 8  | The fuckers                  | Malin Vulcano & Johan Aulin | Låtsades idka samlag på publika platser. |
| 9  | TV-tävla med Kjell/TV-mannen | Kjell Eriksson              | Anordnade underliga TV-tävlingar. |

### Andra säsongen
Säsongen sändes på söndagar på Kanal 5 mellan den 14 mars och 16 maj 2010. Programledare var återigen Pär Lernström och premiären sågs av 360 000 tittare. Några av karaktärerna från den föregående säsongen återkom till denna säsong.
Nedan listas de medverkande rollerna i bokstavsordning.
| Nr | Rollfigur                    | Skådespelare         | Karaktär                                                                                |
| -- | ---------------------------- | -------------------- | --------------------------------------------------------------------------------------- |
| 1  | Arg svart man                | Ibrahim Ebrima Faal  | Gav sig in i diskussioner, övertolkade det som sades som smygrasism och blev upprörd.   |
| 2  | Blånekaren                   | Stefan Sahlin        | Betedde sig förargelseväckande, ljög sedan och nekade bestämt till sitt beteende.       |
| 3  | Bitterfittan                 | Nour El Refai        | Gjorde om sin roll från säsong 1, fast denna gång i Norge.                              |
| 4  | Drömdejten                   | Rosi Svensson        | Gick på dejt med killar, undersökte hur underligt hon kunde bete sig innan killen gick. |
| 5  | En jobbig Djävul             | Mikael Reuter        | Gjorde om sin roll från säsong 1.                                                       |
| 6  | Morsan                       | Lisa Lundin          | Framställde sig som en extremt olämplig mamma.                                          |
| 7  | Strippan                     | Oscar Pierrou Lindén | Strippade på allmänna platser.                                                          |
| 8  | Säkerhetsmannen              | Johan Ranner         | Genomförde olika säkerhetsexperiment som alltid slutade med att han slog sig.           |
| 9  | TV-tävla med Kjell/TV-mannen | Kjell Eriksson       | Anordnade underliga TV-tävlingar.                                                       |

### Tredje säsongen
Säsongen sändes på måndagar på Kanal 5 mellan den 7 mars och 4 april 2011. Premiäravsnittet sågs av ca 123 000 tittare. Skillnaden mot de två tidigare säsongerna var att komikern André Wickström blev programledare, då den tidigare programledaren Pär Lernström blivit programledare för Parlamentet i TV4. 

Dessutom hade programmet en fast panel på fem komiker; dock var det i varje avsnitt med en kändisbisittare som själv fick agera en egen inspelning och visa om han/hon har Ballar av stål. 
Nedan listas de medverkande rollerna i bokstavsordning.
| Nr | Rollfigurer           | Skådespelare      | Karaktär                                                                      |
| -- | --------------------- | ----------------- | ----------------------------------------------------------------------------- |
| 1  | Bemanningsmannen      | Christian Åkesson | Hade ett nytt arbete i varje avsnitt och genomförde det med stor inkompetens. |
| 2  | Bokstavsbarnet        | David Druid       | Betedde sig förargelseväckande och knäppt.                                    |
| 3  | Frifräsaren           | Messiah Hallberg  | Spelade en överklasskille som "gjorde lite som han vill".                     |
| 4  | Kärringen från Kalmar | Yvonne Johnsson   | En förvirrad, grinig och stundtals våldsam äldre dam.                         |
| 5  | Måndagsexemplaret     | Mina Lindbäck     | Hade ett nytt handikapp i varje avsnitt och testade folks reaktioner.         |

### Säsong 4
Den fjärde säsongen spelades in redan 2012, men sändes för första gången i kanal 5 med start februari 2014.